# 童艾-會卡肯野生生物保護區
15°19′59.988″N 98°55′0.012″E / 15.33333000°N 98.91667000°E
童艾-會卡肯野生生物保護區為一處位於泰国的野生生物保護區，位於泰國首都曼谷西北方約350公里，在泰國與緬甸邊境附近。保護區面積為6,222平方公里，為泰國最大的野生生物保護區，亦為東南亞最大的野生生物保護區。童艾-會卡肯野生生物保護區包含兩個相連的野生生物保護區，西邊為童·艾·納雷松野生生物保護區，東邊為會卡肯野生生物保護區。
童艾-會卡肯野生生物保護區包含了東南亞地區幾乎所有的森林型態，擁有多樣化的動物類型，包括東南亞77%的大型哺乳动物（特別是大象和老虎）、50%的大型鳥類和33%的陸地脊椎动物。童艾-會卡肯野生生物保護區在1991年獲联合国教育、科学及文化组织通過成為世界遗产，為泰國第一個自然遗产。

## 簡介
童艾-會卡肯野生生物保護區位於泰國西部的烏泰他尼府、達府、北碧府，在泰國首都曼谷西北方約350公里，西邊與緬甸接壤，總面積為6,222平方公里，為泰國最大的野生生物保護區，亦為東南亞最大的野生生物保護區。童艾-會卡肯野生生物保護區為兩個相連的野生生物保護區的集合：西邊為「童·艾·納雷松野生生物保護區」，位於北碧府與達府境內，面積3,647平方公里，成立於1972年；東邊為「會卡肯野生生物保護區」，位於烏泰他尼府與達府境內，面積2,575平方公里，成立於1974年。
童艾-會卡肯野生生物保護區內擁有出色的自然美景，區內為崎嶇的山地，山脊為南北走向，多處山峰高於1,500公尺，最高峰童艾峰高1,811公尺，山谷處海拔250－400公尺。區內有豐富的地貌，包括喀斯特地形、滲穴、湿地、疏林草原等:16-26。
童艾-會卡肯野生生物保護區內有多樣的生物，包括120種哺乳動物，400種鳥類，96種爬行动物，43種两栖动物和113種淡水鱼，提供生物重要的生活場所。此保護區在泰國並非為熱門的旅遊景點，因此遊客人數並不多，此保護區為泰國保存較完好的野生生物保護區，提供野生動植物較佳的生存環境。

### 童·艾·納雷松野生生物保護區
童·艾·納雷松野生生物保護區位於北碧府與達府，在泰國與緬甸國界附近的達瓦那山脈南部，該地區主要是山區，由各種石灰岩組成，區內海拔最低點為瓦吉拉隆功水壩180公尺，最高點為童艾峰高1,811公尺。泰語中「童·艾·納雷松」指保護區中的大草原或疏林草原:226-229。
在保護區中的奎內河與桂亞河河谷中發現旧石器时代、中石器時代與新石器时代的石製器具，以及新石器時代的人類定居點。孟族與克伦族至少在此地生活七百年以上，但目前尚未對於他們的墓地進行有系統的考證。據說阿瑜陀耶王国著名的國王纳黎萱曾率領軍隊在此地對抗缅甸的入侵:226-229。
童·艾·納雷松野生生物保護區一直存在盜獵的問題。最著名的盜獵事件發生在1973年4月29日，當時一架軍用直升機在保護區內墜毀，造成高階軍警官與家眷、富商，以及一位電影明星身亡。後來調查發現他們為非法狩獵團的成員，這個非法狩獵團有超過有五十名官員加入，舉辦為期四天的非法狩獵之旅。這一件醜聞成為1973年泰國學運的導火線，導致他侬·吉滴卡宗領導之軍政府的下台。

### 會卡肯野生生物保護區
會卡肯野生生物保護區位於泰國烏泰他尼府與達府，亦位於達瓦那山脈南部，在童·艾·納雷松野生生物保護區東邊。
會卡肯野生生物保護區中擁有多樣性的野生生物，包括三百多種的鳥類、爬行動物和兩棲動物。保護區並負責保育數種珍貴的野生動物，包括易危物種鬣羚；瀕危物種河水牛、豚鹿。
會卡肯保護區同樣存在盜獵的問題，截至2014年，會卡肯野生生物保護區仍然有不少大型哺乳動物，包括长臂猿、熊、大象，以及印度支那虎等:20-25，然而某些物種（例如犀牛）數量已大量減少甚至接近滅絕。

### 管理與保護
泰國國家公園，野生動植物保護部（DNP）在1992年通過《野生動物保留和保護法》（B.E.2535），提供野生生物保護的法源基礎，DNP已擬訂管理辦法、增加人力以強化區內的保護工作。
盜獵與非法砍伐為區內保護工作的主要威脅，管理單位以增設警衛站、增加巡邏頻率以打擊非法活動，並盡量雇用保護區附近的居民作為巡邏人員。

## 世界遺產登錄
1991年12月，第15屆「世界遺產委員會」會議於突尼西亞迦太基召開，由泰國申報的項目「童艾-會卡肯野生生物保護區」經大會通過，成為泰國第1個自然遺產。
该世界遗产被认为满足世界遺產登錄基準中的以下基準而予以登錄：
- （vii）包含出色的自然美景与美学重要性的自然现象或地区。
- （ix）在陆上、淡水、沿海及海洋生态系统及动植物群的演化与发展上，代表持续进行中的生态学及生物学过程的显著例子。
- （x）拥有最重要及显著的多元性生物自然生态栖息地，包含从保育或科学的角度来看，符合普世价值的濒临绝种动物种。